# Electrobeach Music Festival
Pour les articles homonymes, voir EMF.
L'Electrobeach Music Festival, désigné par son acronyme EMF, est le plus grand  festival français de musiques électroniques fondé par Alain Ferrand ayant lieu au Barcarès en face du Lydia, le plus vieux paquebot du monde ensablé depuis 1967. La programmation musicale reste éclectique et pas uniquement centrée sur l'EDM, répartie sur trois scènes avec une capacité d’accueil journalière d’environ  60 000 festivaliers.
Le festival a lieu depuis 2009. Les éditions 2020, 2021 et 2024 sont annulées.
À la suite de l’arrestation de Alain Ferrand, l’Electrobeach Festival se voit dans l’obligation d’annuler l’édition et se retrouve en liquidation judiciaire.

## Histoire
Le festival est créé en 2009 par Alain Ferrand.
Il attire en 2012 40 000 festivaliers. Le festival grandi, passant d’un festival d'une journée et d'une seule scène à un festival multi-scènes sur trois jours.
En 2013, l’événement dure deux jours, et dispose d'une seule grande scène d'une surface de 300 m2 ainsi que 350 m2 d'écrans led. Cette année est marquée par la venue de non pas une tête d'affiche mais de plusieurs comme David Guetta, Hardwell, Afrojack, Sebastian Ingrosso et Markus Schulz.
L’édition 2014 devient payante, mais le nombre de spectateurs augmente malgré tout pour atteindre 80 000 festivaliers sur deux jours. Sur la scène principale passent Armin Van Buuren, Calvin Harris, Fatboy Slim, W&W, Axwell ou Sander Van Doorn. La prestation de Calvin Harris, pourtant tête d'affiche, se révèle très décevante. Aux caprices de la star écossaise viennent s'ajouter le risque de fortes rafales de vent qui mettent en danger la structure. Une quarantaine de nationalités sont présentes dans le public et une seconde scène voit le jour de l'autre côté du Lydia vers la plage.
DJ Mag organise une Pool Party qui est le Closing officiel de l'EMF.
Le festival se déroule pour la première fois sur trois jours en 2015 et accueille environ 140 000 festivaliers, la plus forte hausse de public des festivals français, plus 75 %. L'événement fait maintenant partie du peloton de tête des festivals français,. Quelques mois auparavant, 120 000 visiteurs étaient prévus. Pour la première fois les spectateurs, âgés en moyenne de 24 ans ont accès au Lydia, qui sera désormais l’espace VIP. La scène principale accueille Dimitri Vegas & Like Mike, Armin Van Buuren, Tiësto, Avicii, Alesso, Axwell /\ Ingrosso ou encore Steve Angello. La seconde scène sur la plage face à la mer, voit se produire Michael Calfan, The Magician ou encore Popof .
la Pool Party se déroule cette fois-ci en tant qu'« Opening » officiel du festival. Elle a lieu au complexe le Marina la veille du festival, entre midi et 22 h.
L'édition 2016 voit ses ventes s'envoler rapidement. L'attentat de Nice survenu durant le premier jour du festival laisse craindre une annulation des journées suivantes, avant que finalement la sécurité ne soit renforcée à partir du jour suivant ; de plus, le vent violent survenu dès le début change la configuration des décors. Une troisième scène sous chapiteau, la « Techno Stage » fait son apparition cette année-là, avec en têtes d'affiche Sven Väth qui effectue un set de trois heures, Luciano ou Loco Dice. Elle est un échec de par sa faible fréquentation. La « Beach Stage » à côté de la mer reçoit uniquement des artistes français, tels Quentin Mosimann ou encore Michaël Canitrot. Côté scène principale, excepté Martin Garrix dont c'est la première fois à Port-Barcarès, les têtes d'affiches font leur grand retour, comme Tiësto son mentor, David Guetta, Nicky Romero et Hardwell tous deux déjà présents en 2013, ou encore Axwell /\ Ingrosso en clôture durant une heure et demie. D'autres artistes font une prestation plus particulièrement remarquée, à l'image d'Eric Prydz et ses multiples lasers, de Robin Schulz absent l'année précédente, DJ Snake en pleine notoriété ou le français Martin Solveig sur la scène principale avec une programmation pendant une heure entièrement nationale,. La « Pool Party », avec 1 700 danseurs et les DJs Tujamo ou Florian Picasso, fait toujours l'ouverture du festival au Marina.

### COVID-19
Le 8 avril 2020, le maire du Barcarès, et propriétaire du festival, Alain Ferrand, annonce l'annulation de l’édition 2020 en raison de la crise sanitaire que traverse le pays en pleine Pandémie de Covid-19, par ailleurs il annonce que les billets achetés pour l’édition 2020 seront automatiquement valables pour 2021. L'édition 2021, initialement prévue du 9 au 11 juillet, est à son tour annulée pour les mêmes raisons. La nouvelle est annoncée le 6 juillet 2021 par un communiqué qui donne également la date de l'édition suivante, du 14 au 16 juillet 2022.

### Justice
En 2017, la SEM Event Made In France qui détient 74 % du festival et la mairie porte plainte contre son ancien directeur Sylvain Berreteaga, ce dernier aurait remplacé les coordonnées bancaires de la SEM par ses propres coordonnées, et aurait opéré à un versement de 625 000 € sur son compte personnel par l’entreprise gestionnaire de la billetterie. Il faisait l’objet d’un mandat d’arrêt international depuis son départ en Russie le 7 novembre 2017.
Le 7 février 2019 à son retour en France pour l’enterrement de son père, il est arrêté et conduit en prison.
En 2019, la cour des comptes s’interroge sur la création ad hoc d'une SEM, sans fondement juridique pour lui confier l'organisation annuelle du festival dans un secteur concurrentiel qui a servi les intérêts privés de deux sociétés, dont l'une appartient au maire Alain Ferrand.
Le 1er octobre 2021, la cour des comptes rend public un rapport de 56 pages qui relève de nombreuses irrégularités dans la gestion comptable du festival, avec notamment « une absence de contrôle » des dérapages de dépenses depuis la création du festival, une « qualité de l'information financière et comptable insuffisante » ainsi qu'un respect insuffisant des procédures de commande publique,, l’implication limitée et à moindre risque des actionnaires privés, des dépenses inexpliquées comme des voyages à l’étranger, à Las Vegas, ou encore à Santa Monica aux États-Unis. Ses observations s’arrêtent en 2018. Dans la comptabilité de 2020 et 2021, alors que le festival n’a pas eu lieu à cause de la crise sanitaire. La SEM a passé une commande de 30 000 € en 2020 à un grossiste en boissons, puis de 130 000 € en 2021. Des mouvements d’argent liquide interrogent également puisqu’en 2020, première année sans Electrobeach, près de 50 000 euros sont sortis de la comptabilité de la SEM, alors que 64 000 euros y sont entrés. En 2021, les mêmes mouvements apparaissent.
L'EMF a donc subi financièrement des deux années sans édition à la suite des restrictions de la Covid-19. Une nouvelle mini scène s'est invitée à l'entrée du festival dirigée par l'école des DJ UCPA qui s'est installée juste derrière le festival.
L'édition 2024 est annulée.

## Fréquentation
Total sur l'ensemble de la durée du festival.
- 2011 : 30 000 festivaliers[réf. nécessaire].
- 2012 : 40 000 festivaliers[31].
- 2013 : 60 000 festivaliers[32].
- 2014 : 80 000 festivaliers[réf. nécessaire].
- 2015 : 140 000 festivaliers[33].
- 2016 : 176 000 festivaliers[34],[35].
- 2017 : 192 000 festivaliers[36].
- 2018 : 165 000 festivaliers[37].
- 2019 : 165 000 festivaliers[38].
- 2020 et 2021 ont été annulées en raison de la Pandémie de Covid-19[21].
- 2023 : 103 500 festivaliers[39].
- 2024 : L'édition est annulée un mois avant la date programmée.

## Logos

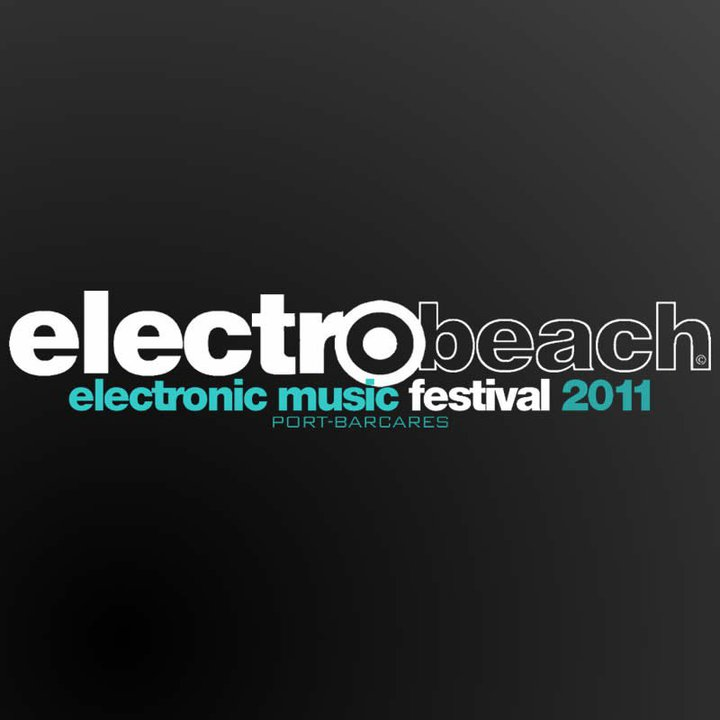
Logo Electrobeach 2011
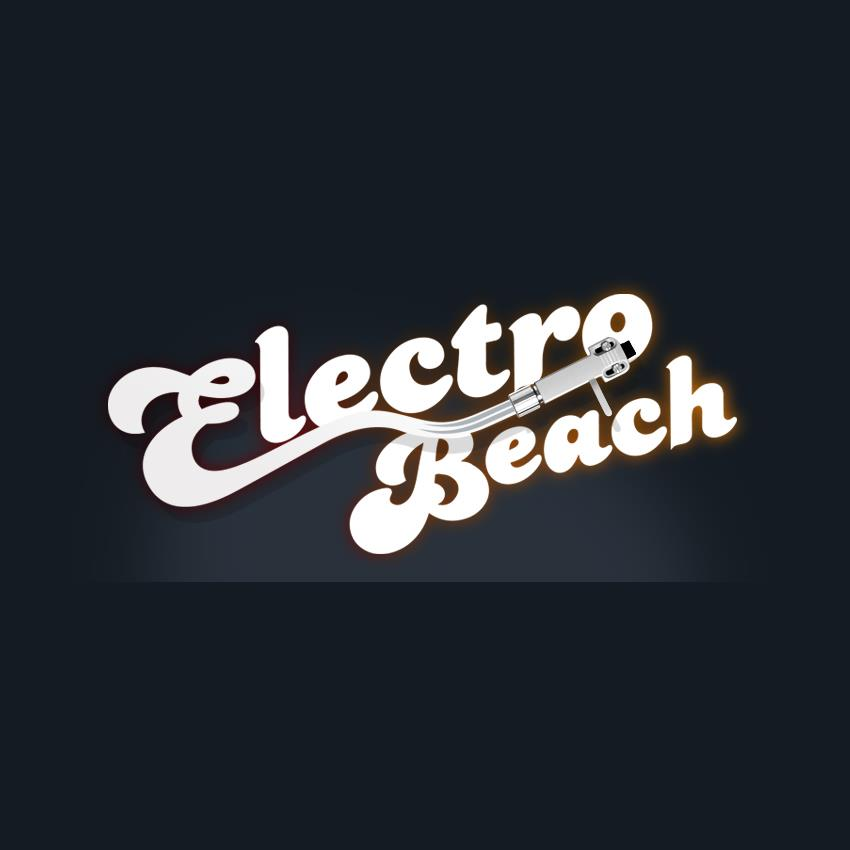
Logo Electrobeach 2012
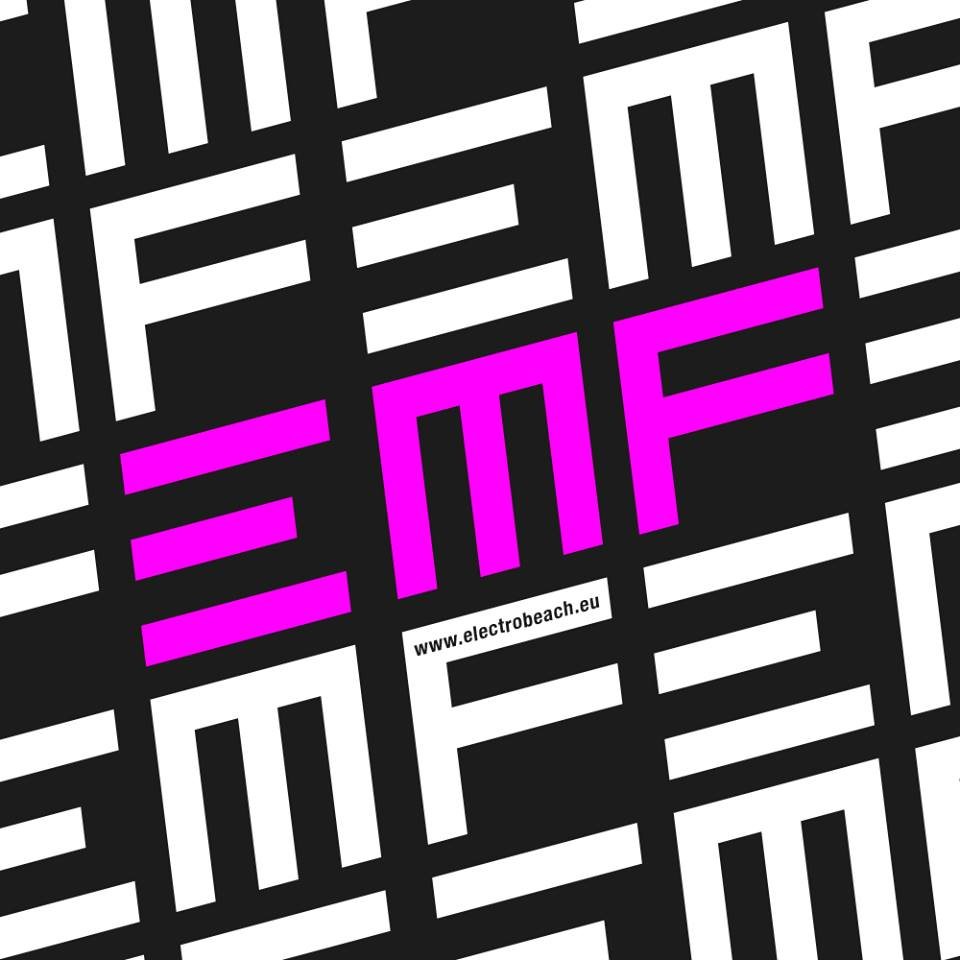
Logo Electrobeach 2014

Logo Electrobeach 2015 (multicolore)
Logo Electrobeach depuis 2016 (bleu blanc rouge)